# Yusef Lateef
William Emanuel Huddleston "Yusef Lateef" (9. oktober 1920 i Chattanooga Tennessee - 23. december 2013) var en amerikansk saxofonist, fløjtenist, multiblæser-instrumentalist, komponist og pædagog.
Lateef hørte til de få blæsere i jazzen, som mestrede de fleste blæseinstrumenter fra bambusfløjte til fagot. Han spillede med Dizzy Gillespie, Cannonball Adderley, Elvin Jones, Miles Davis, Joe Zawinul, Don Cherry og Milt Jackson.
Lateef spillede og indspillede tillige med egne grupper gennem årene, og det er blev til en lang række plader.

## Udvalgt diskografi
- The Sounds Of Yusef
- Other Sounds
- Prayer to The East
- Cry! Tender
- The Centaur and the Phoenix
- Into Something
- Eastern Sounds
- Jazz 'Round the World
- Live at Peps vol. 1 & 2
- Psychicemotus
- The Golden Flute
- 1984
- Hush'n Thunder
- The Gentle Giant
- Part of the Search
- Every Village Has a Name